# Salvatore Castiglione
Salvatore Castiglione (Genova, 21 aprile 1620 – 1676) è stato un pittore italiano.

## Biografia
Nato a Genova, lavorò principalmente con il fratello Giovanni Benedetto Castiglione (detto Il Grechetto) e il figlio di questo, Francesco Castiglione.
La produzione artistica di questa bottega fu coltissima e declinò in maniera originale e innovativa il naturalismo genovese con le nuove istanze romane successive a Poussin, specializzandosi nella produzione di nature morte e scene mitologiche, affollate spesso di animali di ogni genere a seguire la lezione dei fiamminghi che furono a Genova, come Jan Roos. 
Manca ancora uno studio completo della produzione di questa raffinatissima bottega che delinei in maniera chiara l'evoluzione artistica dei tre pittori, spesso confusi tra loro o con loro imitatori contemporanei e posteriori. Salvatore, se pur in prima battuta subordinato al fratello maggiore, maturò nel tempo uno stile autonomo e qualitativamente altissimo che ancora andrebbe approfondito.